# Шайнерт, Давид
Давид Шайнерт (фр. David Scheinert ; 29 мая 1916, Ченстохова, Польша — 24 августа 1996, Кукельберг, Бельгия) — бельгийский франкоязычный писатель, драматург и поэт.

## Биография
Родился в еврейской семье. В 1924 году с родителями переехал в Бельгию. Во время учёбы ему с трудом давался французский язык. Обучался в Брюссельском университете. В 1939 получил бельгийское гражданство.
Во время Второй мировой войны все ближайшие члены его семьи были отправлены в концлагерь Освенцим, где и погибли.
Сменил много профессий. Во многом автобиографичны созданные им в духе критического реализма романы «Бесполезное учение» («L’ apprentissage inutile», 1948) и «Глухая пора» («La contre-saison», 1966). Романы «Государственный переворот» («Le coup d’état», 1950) и «Недуг доктора Лорея» («Le mal du docteur Laureys», 1962) — острая сатира на мещанство, на буржуазный миропорядок.
Движению Сопротивления посвящён написанный в традиции «Легенды об Уленшпигеле» Ш. Де Костера роман «Длинноухий фламандец» («Le Flamand aux longues oreilles», 1959; рус. перевод под названием «Пир Клок-Длинные уши», 1966).
С народной песенной традицией связано поэтическое творчество Шайнерт: сборники стихов «И свет запел» («Et la lumière chanta», 1954), «Одна роза на десяток шипов» («Une rose pour dix épines», 1968) и др.
Шайнерт — автор сборника новелл «Хотя земля круглая» («Bien que la terre soit ronde», 1950), критических очерков «Бельгийские писатели перед лицом действительности» («Ecrivains beiges devant la réalité», 1964), философской драмы «Человек, который шел в Геттервальд» (1970), пьесы «Ноги» о Движении Сопротивления и антифашистской сатиры «Дохлые рыбы» (обе — 1973).
Основатель литературной группы «Роман» (1964).
Лауреат нескольких литературных премий.

## Избранная библиография

### Проза
- «L’apprentissage inutile» /1948/;
- «Le coup d'État» /1950/;
- «Le Flamand aux longues oreilles» /1959/;
- «Le mal du Docteur Laureys» /1962/;
- «La contre-saison» /1966/, (nagrodzona przez Akademię Francuską);
- «Un silence provisoire» /1968/;
- «Le voyage en Palestine» /1973/;
- «La métamorphose de Pierre Bajut» /1974/;
- «Les amités lointaines».

### Новеллы
- «Bien que la terre soit ronde» /1950/;
- «Les amitiés lointaines» /1983/.

### Пьесы
- «L’homme qui allait à Götterwald» /1970/;
- «Les poissons sont morts et Les pieds» /1973/.

### Поэзия
- «La figue sur l’ulcère» /1949/;
- «Requiem au genièvre» /1952/;
- «Le chat à neuf queues» /1952/;
- «Et la lumière chanta» /1954/;
- «Dans ce jardin devenu le monde» /1956/;
- «Comme je respire» /1960/;
- «Sang double» /1962/;
- «Une rose pour dix épines» /1968/;
- «Un coeur de Barbarie» /1976/;
- «L’horloge élémentaire» /1980/;
- «Le tambour bat» /1986/;

### Эссе и мемуары
- «Les écrivains belges devant la réalité» /1964/;
- «La vie des hommes vue par les écrivains» /1967/;
- «Constant Burniaux ou la hantise du temps» /1973/;
- «Confidences d’un juif hérétique» /1989/.